# Rova Antananarivo
Rova Antananarivo je nekdanja kraljeva palača na Madagaskarju. Stoji na nadmorski višini 1462 m na najvišji točki prestolnice, Analamanga ('modri gozd'), in je torej skoraj 200 m nad okrožji spodnjega mesta.
Beseda rova v malgaščini pomeni utrjen kompleks ali ograjeno območje, vendar se običajno uporablja za opis kraljeve palače.

## Ozadje
Centralno višavje Madagaskarja so med letoma 200 pr. n. št. in 300 n. št. najprej naselili prvi naseljenci otoka, Vazimba, za katere se zdi, da so prispeli s pirogami iz jugovzhodnega Bornea in ustanovili preproste vasi v gostih gozdovih otoka. Do 15. stoletja se je etnična skupina Merina z jugovzhodne obale postopoma preselila v Centralno višavje, kjer so ustanovili vasi na hribih, vmešane med obstoječa naselja Vazimba, ki so jim vladali lokalni kralji. Sredi 16. stoletja so bile te kraljeve vasi Merina (rovas) — zdaj utrjene s kamnitimi zidovi, prehodi in globokimi obrambnimi jarki — združene pod vladavino kralja Andriamanela (1540–1575), ki je sprožil prve vojaške pohode na s silo izgnati ali asimilirati prebivalstvo Vazimba. Vasi, v katerih so živeli andriana (plemiški razred), ki ga je ustanovil Andriamanelo, so običajno vsebovale rova ali palačo.
Najzgodnejše značilnosti Rove so se izkristalizirale med Merino kot rezidenco lokalnih vladarjev vsaj 100 let pred nastankom združenega kraljestva Merina pod Andriamanelom. Po navadi je bil temelj rova vedno dvignjen glede na okoliško vas. Kompleks je vedno vseboval tudi kianjo (osrednje dvorišče), označeno z vatomasino (visok sveti kamen), kjer je vladar stal in predajal kabary (kraljeve govore ali dekrete). Znotraj rova je bila vsaj ena lapa (kraljeva palača ali rezidenca) kot tudi fasana (grobnica) enega ali več ustanoviteljev mesta. Vladarjevo bivališče je praviloma stalo v severnem delu rova, zakonca pa v južnem delu. Šele v zori 19. stoletja bo obodni zid iz nabrušenih lesenih kolov predstavljal še eno značilnost gradnje rova.

## Zgodovina

### 1610–1792
Rova Antananariva je 1480 metrov nad morsko gladino na Analamangi, prvotno najvišjem izmed številnih hribov v Antananarivu. Okoli leta 1610 je Andrianjaka, kralj Merina in vnuk kralja Andriamanela, ukazal garniziji 1000 vojakov, naj zavzamejo strateško mesto od prvotnih prebivalcev Vazimbe. Menda mu je uspelo z minimalnim prelivanjem krvi. Glede na ustno zgodovino je samo taborjenje njegove vojske ob vznožju Analamange zadostovalo za zagotovitev podreditve Vazimbe. Andrianjakina vojska je nato očistila gozd, ki je prekrival vrh hriba in zgradila tradicionalno rova, ki je služila kot začetna garnizija, vključno z neimenovano preprosto leseno hišo v njej kot palačo za kralja. Kmalu zatem je Andrianjaka zgradil še dve hiši, domnevno imenovani Masoandrotsiroa ('Ni dveh sonc', imenovana tudi Masoandro) in Besakana ('Velika širina'). Po drugem mnenju je bilo Besakana morda ime prve od treh hiš Andrianjaka, zgrajenih znotraj Rova. Kralj je določil tudi gradbišče in zasnovo kraljevih grobnic, ki jih je poimenoval Trano Masina Fitomiandalana ('Sedem svetih hiš, urejenih v vrstnem redu', imenovanih tudi Fitomiandalana), ki naj bi bile postavljene v vrsti. Andrianjakova lastna grobnica je bila prva zgrajena.
Generacije Andrianjakovih naslednikov do njegovega pravnuka kralja Andriamasinavalona (1675–1710) so vladale združenemu osrednjemu visokogorskemu kraljestvu Merina iz Rova Antananariva. Ti monarhi so občasno spremenili kompleks in njegove stavbe, da so ustrezali njihovim namenom. Zlasti Besakana je služila kot glavna kraljeva rezidenca in je bila večkrat prezidana, predvsem za Andriamasinavalona, ki je po ustni zgodovini slavno zahteval človeško žrtev in ji prizanesel v pripravah na podvig. Nekoč pred letom 1800, ko se je skupnost plemičev, ki so naseljevali Rova, povečala, so vrh hriba znižali za 9,1 metra, da bi povečali količino ravnega zemljišča, ki je bilo na voljo za gradnjo. Posledično je med hribi Antananariva vrh hriba Analamanga zdaj drugi po višini za Ambohimitsimbino na jugu.
Vloga Rove kot sedeža oblasti za kraljestvo Merina se je spremenila, ko se je Andriamasinavalona odločil kraljestvo razdeliti na štiri četrti, ki so jim vladali njegovi najljubši sinovi. Antananarivo je postal glavno mesto južne četrti z Rova kot sedežem vlade. Mesto je obdržalo to vlogo do poznega 18. stoletja, ko je kralj Andrianampoinimerina (1787–1810) iz Ambohimanga vodil vrsto napadov, ki so se začeli leta 1792 in so dosegli vrhunec z zavzetjem Antananariva in njegovo vključitvijo v novo združeno kraljestvo Merina.

### 1792–1810
Potem ko je Andrianampoinimerina ponovno združil razdeljeno in vojskujoče se kraljestvo Merina, je uspešno sledil ekspanzionistični politiki, ki je do smrti leta 1810 razširila njegovo oblast nad velik del Madagaskarja. Potem ko je do leta 1793 zavzel Antananarivo in svojo prestolnico prenesel iz Ambohimanga v Antananarivo, je Andrianampoinimerina na zemljišču Rova vzpostavil nove strukture, ki bodo postale prežete s političnim in zgodovinskim pomenom njegove vladavine. V skladu s tradicijo vladarjev Merine pred njim je bila vsaki stavbi dodeljeno ime, po katerem jo je bilo mogoče prepoznati. Več stavb je kralj izmenično uporabljal kot osebne rezidence, vključno z Manjakamiadano ('Kjer je prijetno vladati'), Besakano, Manatsaralehibe ('Velika izboljšava', imenovana tudi Manatsara) - v katero je imel pravico vstopiti samo on — in Marivolanitra ('Pod nebesi'), stavba, ki naj bi bila zasnovana s stopniščem, ki vodi do razgledne ploščadi na strehi, s katere je kralj lahko opazoval mesto in ravnice pod njim.
Številne stavbe Rova so imele edinstvene oblikovne značilnosti. Skromna lesena stavba, takrat znana kot Manjakamiadana, se je imenovala tudi Felatanambola ('Srebrne roke') zaradi ročno oblikovanih skulptur, izdelanih iz staljenih srebrnih piastrov in pritrjenih na vsakega od štirih tandrotranov (strešnih rogov) stavbe - elementa arhitekturnega oblikovanja, oblikovanega iz prekrižanih dvokapnih tramov, ki segajo čez strešno linijo vseh tradicionalnih aristokratskih hiš Merina. Felatanamboline okrasne srebrne roke so bile kasneje pritrjene na strešne rogove Besakane. Druga značilna stavba iz tega obdobja se je imenovala Bevato ('Veliko kamnov'), ker je bila njena podlaga netipično sestavljena iz kamnitih blokov. Manatsara naj bi bila najbolj dobro zgrajena od mnogih hiš, ker je bila zgrajena iz ambore (Tambourissa parrifolia), izredno trpežnega in proti gnitju odpornega trdega lesa, namesto tradicionalnega lesa, imenovanega hazomena (Pterophylla rutenbergii). Glede na ustno zgodovino je Manatsara cenil Andrianampoinimerina in hiša je bila precej stara, a še vedno dobro ohranjena sredi 19. stoletja, ko se je kraljica Ranavalona I. odločila obnoviti njene notranje stene z lesom, vzetim iz dežele ljudstva Sihanaka.

### 1810–1896
Po združitvi večjega dela otoka pod vladavino Merina v 19. stoletju so palače Rova služile kot sedež oblasti zaporednih vladarjev Kraljevine Madagaskar, vključno s kraljem Radamo I. (1810–1828), kraljico Ranavalono I. (1828–1861), kralj Radama II. (1861–1863), kraljica Rasoherina (1863–1868), kraljica Ranavalona II. (1868–1883) in nazadnje kraljica Ranavalona III. (1883–1895), ki je vladala iz Rova do priključitve Madagaskarja s strani Francije. Med svojo uspešno vojaško kampanjo leta 1817 za pomiritev vzhodne obale je bil Radama I. — sin in naslednik Andrianampoinimerina — pozitivno navdušen nad hišami, ki jih je videl v Toamasini in so jih zgradili na novo prispeli kreolski trgovci z Mavricija in Reuniona. Radama je povabil enega od njih, obrtnika po imenu Louis Gros, da se vrne z njim v Antananarivo, da bi preoblikoval Bevato kot dom za svojo glavno ženo Rasalimo. Novi Bevato naj bi imel dve zgodbi, podobno kot hiše, ki jih je Radama videl v Toamasini.
Druga lesena palača, Tranovola ("Srebrna hiša"), se je gradila istočasno kot Bevato in jo zgodovinarji smatrajo za prvi pravi hibrid kreolske in tradicionalne aristokratske arhitekture Merina. Njegove inovacije so vključevale streho iz lesenih skodel,  drugo nadstropje, dodatek verande, steklena okna, več notranjih sob (nasprotno v en sam odprt notranji prostor) in uporaba ukrivljenih oblik kot oblikovalskih elementov.
Rova je med dolgotrajno vladavino kraljice Ranavalone I. Največja stavba v današnjem kompleksu, lesena Manjakamiadana, je bila zgrajena med letoma 1839 in 1840. Ranavalona je leta 1845 naredila nadaljnje spremembe v Tranovoli, ko je postala rezidenca njenega sina Radama II. Meje kompleksa so bile razširjene do največjega in končnega obsega, številne starejše zgradbe pa so bile odstranjene iz Rova Antananarivo v druga mesta v visokogorju.
Z velikimi gradbenimi podjetji so na Rovah svoj pečat pustile tudi kasnejše kraljice. Kraljica Rasoherina je dala Marivolanitro preseliti v Mahazoarivo, da bi naredila prostor za Manampisoo ('Dodajanje tistega, kar je prijetnega'), zgrajeno od leta 1865 do 1867 za njeno osebno bivališče. Protestantska kapela (Fiangonana) je bila postavljena med vladavino Ranavalona II., ki je ukazala tudi zunanjost lesene Manjakamiadane obložiti s kamnom. Načrti za gradnjo zasebne rezidence za Ranavalon III. so bili opuščeni leta 1896 v času francoske kolonizacije otoka. Po enem viru bi lahko delna elektrifikacija Rova so bili uspešno preizkušeni na božični dan 1892. Po tem poskusu sta predsednik vlade Rainilaiarivony in kraljica Ranavalona III. začela sodelovati z izvajalcem za nakup in namestitev potrebne opreme za razširitev elektrifikacije po vsej Rovi, vendar je bila tudi ta pobuda prekinjena s prihodom francoske kolonizacije.

### 1896–danes
Francoska kolonizacija Madagaskarja leta 1896 je končala vladavino vladarjev Merina. Rova Antananariva je bila naslednje leto spremenjena v muzej, grobnice Fitomiandalana pa so bile izkopane in prestavljene na novo lokacijo za grobnicama Radame I. in Rasoherina. Trupla vladarjev, ki so bila prej pokopana v kraljevih grobnicah v Ambohimangi, so bila izkopana in prenesena v grobnice na območju Rova, kar je bila bogoskrunska poteza, ki je poslabšala status Ambohimange kot svetega romarskega kraja. Po Frémigacciju (1999) se je francoski kolonialni upravitelj general Joseph Gallieni lotil te desakralizacije Rova v poskusu, da bi razbil splošno prepričanje o moči kraljevih prednikov. Iz istega razloga so njegova dejanja potisnila madagaskarsko suverenost pod vladarji Merina v relikt nerazsvetljene preteklosti. Oskrunjenje dveh najsvetejših krajev kraljevine Merina je predstavljalo preračunljivo politično potezo, katere namen je bil vzpostaviti politično in kulturno premoč kolonialne sile.
Po osamosvojitvi je kompleks Rova v prvi (1960–1972) in drugi (1975–1992) republiki večinoma zaprt za javnost, razen ob posebnih priložnostih. Leta 1995, tri leta po začetku tretje republike (1992–2010), je posestvo Rova uničil požar. Grobnice, kapela, zunanjost Manjakamiadina in dve tradicionalni leseni hiši (Besakana in Mahitsy) so bili od takrat obnovljeni z nadaljnjimi obnovami, ki naj bi se nadaljevale vsaj do leta 2013.
Od leta 2018 se je obnova nadaljevala, predvsem zahvaljujoč financiranju Unesca. Obiskovalci so bili dobrodošli, proti plačilu, na ogled in ogled grobnic monarhov.
Pismo uradniku Unesca februarja 2020 zagotavlja to posodobitev obnove.

## Stavbe
Kompleks Rova se razteza na manj kot en hektar, obsega 116 metrov od severa proti jugu in več kot 61 metrov od vzhoda proti zahodu. Barikada iz debelih lesenih stebrov z ostrimi konicami je obdajala kompleks do leta 1897, ko so jo na ukaz generala Gallienija nadomestili z opečnim zidom. V ta portal se vstopi po kamnitem stopnišču, ki vodi do velikih vrat, obrnjenih proti severu, ki jih je zgradil James Cameron leta 1845, na vrhu pa je bronasti voromahery (orel), ki ga je leta 1840 iz Francije uvozil Jean Laborde. Za vrati leži odprto umazano dvorišče, veliko približno 37 kvadratnih metrov, s skrajnim koncem nasproti vrat, ki ga ločuje severna stena in vhod v Manjakamiadano. Sčasoma je kompleks Rova vseboval več ključnih stavb političnega in zgodovinskega pomena, vključno s petimi palačami, kapelo in devetimi grobnicami.
Manjakamiadana je bila zgrajena v dveh fazah. Prvotno palačo, zgrajeno med letoma 1839 in 1840 po naročilu Ranavalona I., je v celoti zgradil Jean Laborde iz lesa. Leta 1867, med vladavino Ranavalona II., so okoli prvotne lesene konstrukcije postavili kamnito ohišje. 30 metrov dolga, 20 metrov široka prvotna lesena konstrukcija je bila visoka 37 metrov, vključno s strmo nagnjeno streho iz lesenih skodel, sama visoka 15 metrov. Te meritve izključujejo dva naložena balkona, ki sta segala 4,6 metra od zunanjih sten in obkrožala celotno stavbo, podprta z lesenimi stebri s premerom 0,61 metra. Zunanjost celotne stavbe, vključno s streho, je bila pobarvana belo, z izjemo balkonskih ograj, ki so bile rdeče. Zunanje stene so bile sestavljene iz lesenih desk, tesno pritrjenih skupaj v ponavljajočem se vzorcu ševronov, ki je spominjal na tradicionalne slamnate stene, medtem ko so bile lesene deske notranjih sten obešene navpično. V stavbo je bilo mogoče vstopiti skozi tri vrata: glavni vhod v severni steni, druga v južni steni in tretja, rezervirana za služabnike, v vzhodni steni.
Po uvedbi francoske kolonialne vladavine se je Manjakamiadana leta 1897 preoblikovala v L'Ecole Le Myre de Vilers (šola Le Myre de Vilers), center za usposabljanje malgaških javnih uslužbencev, zaposlenih v francoskem kolonialnem režimu.
Tranovolo je leta 1819 v kompleksu Rova za Radamo I. prvič zgradil Gros, nato pa jo je leta 1845 rekonstruiral Jean Laborde po naročilu kraljice Ranavalone I. za njenega sina Radamo II. [35] Izvor imena Tranovola, kar pomeni "srebrna hiša", izhaja iz srebrnega okrasja, ki se uporablja za okrasitev zunanjosti stavbe. V celoti zgrajena iz lesa in obdana z dvema zloženima verandama okoli osrednjega notranjega stebra, ki podpira strmo nagnjeno streho, so bile zunanje stene Tranovole pobarvane rdeče, medtem ko so bili streha in ograje verand pobarvani belo. Pred prenovo leta 1845 se je prvotna 6 metrov dolga in 7,2 metra široka Tranovola oblikovala v več fazah v času Radamine vladavine. Pod Gallienijevo kolonialno upravo je bila Tranovola priključena L'Ecole le Myre de Vilers v bližnji Manjakamiadani. Kasneje, leta 1902, je Tranovola postala sedež Académie Malgache (Malaška akademija), preden se je preoblikovala v muzej paleontologije.
Manampisoa, imenovana tudi Lapasoa ('Lepa palača'), je bila majhna vila v obliki križa, ki jo je oblikoval James Cameron za kraljico Rasoherino. Struktura, ki meri približno 19 metrov v dolžino, 9,1 metra v širino in 15 metrov v višino, je bila zgrajena s tradicionalnimi navpičnimi lesenimi stenskimi ploščami na vrhu z leseno streho in drsnimi okni, zaščitenimi z težka lesena polkna. Po razpadu monarhije po francoski kolonizaciji je kolonialna oblast spremenila Manampisoo v muzej malgaške kulture.
Besakana in druge hiše
Južno od Manjakamiadane in Tranovole je stalo več manjših, starejših lesenih hiš, od katerih je bila vsaka visoka med 15 metrov in 18 metrov, zgrajenih v tradicionalnem arhitekturnem slogu Merina, rezerviranem za plemiški sloj. Trije od teh so bili posebej pomembni: Besakana, Mahitsy in Masoandro.
Verjame se, da je bila Besakana prva rezidenca vladarja Merine na mestu Rova. To prvotno stavbo je okoli leta 1680 podrl in rekonstruiral Andriamasinavalona v istem načrtu, leta 1800 pa ponovno Andrianampoinimerina, ki sta stavbo uporabljala kot svojo osebno rezidenco.
Mahitsielafanjaka (Mahitsy) je postala rezidenca Andrianampoinimerina, potem ko je svojo prestolnico preselil iz Ambohimanga v Antananarivo. Leta 1888 je bil opisan kot sedež duhovne oblasti prednikov v Rovi, kjer je potekalo tradicionalno žrtvovanje petelina med obredom Fandroana, in ombiasy (astrologi), ki so bili pozvani, da izvajajo sikidy (vedeževanje) za suverena, bi to storili znotraj tega prostor. V stavbi je bil prej tudi veliki kraljevi idol, imenovan Manjakatsiroa. Predmeti, ki so bili prej razstavljeni v tej stavbi po koncu monarhije Merina leta 1897 do uničenja prvotne stavbe v požaru leta 1995, so vključevali Andrianampoinimerinino filanzano (nosilnica), več lesenih debel in lonec jake (zebujevo meso), ki naj bi izvirala iz let kraljeve vladavina.
Prvotna Masoandro je bila ena od prvih treh rezidenc, ki jih je zgradil ustanovitelj Rova, Andrianjaka, v zgodnjem 17. stoletju in je sčasoma postala hiša, rezervirana za zasedbo novega suverena takoj po kronanju.

## Uničenje
V noči na 6. november 1995 je v naselju Rova izbruhnil požar, ki je uničil ali močno poškodoval vsa poslopja. Ko so plameni ugasnili, so od prvotnih struktur ostale le kamnite lupine kraljeve kapele in Manjakamiadana. Gasilci so na kraj prispeli z zamudo. Njihovo zmožnost gašenja požara je oviralo odkritje, da se njihove gasilske cevi niso pravilno prilegale bližnjim hidrantom. Poleg tega se je pritisk vode na hidrantih znatno zmanjšal zaradi visoke nadmorske višine hriba Analamanga. Medtem ko so se gasilci borili z ognjenimi zublji, so številni mimoidoči tekli v stavbe kompleksa Rova, da bi pobrali artefakte zgodovinskega in kulturnega pomena. Rešenih je bilo približno 1675 predmetov od skupno ocenjenih 6700. Domneva se, da je prišlo do ropa. V noči požara so na javnem trgu v središču mesta našli truplo ene od kraljic. Naslednji dan je bilo pogrebno bdenje za temi kraljevimi ostanki. Kasneje so ugotovili, da ostanki pripadajo Ranavaloni III., in so bili od takrat ponovno pokopani v kraljevih grobnicah v Ambohimangi.
Uničenje Rove v Antananarivu se je zgodilo v času, ko je bil kompleks v zaključni fazi procesa, da postane klasificiran kot prvo kulturno območje Madagaskarja na Unescovem seznamu svetovne dediščine. Šest ljudi je bilo prvotno obtoženih v zvezi z uničenjem Rove na sodišču v Antananarivu, vendar je uradna preiskava ugotovila, da je bil požar nesreča.

## Rekonstrukcija
Kmalu po požaru je vlada Madagaskarja ustanovila Direction nationale des opérations Rova (DNOR ali nacionalni urad za operacije Rova), organ, ki so ga vodili štirje nacionalni strokovnjaki v okviru ministrstva za kulturo Madagaskarja, ki so bili zadolženi za razvoj in nadzor načrtov za obnovo od Rova. Dve leti po požaru je bilo doseženih več ključnih mejnikov v procesu, s popisom predmetov, odkritih iz požara, dokončanimi izkopavanji, razvitimi preliminarnimi obnovitvenimi načrti za Manjakamiadano in začetkom dela na kraljevi kapeli. Zgrajena je bila tudi rampa, ki omogoča dostop do gradbišča potrebnim težkim gradbenim vozilom. Pred začetkom dela je bila izvedena tradicionalna slovesnost za obnovitev svetosti mesta, ki je služilo dvojni vlogi fizične grobnice in duhovne povezave s častitimi predniki.
Pomemben napredek pri obnovi je bil opažen pod upravo predsednika Marca Ravalomanane (2001–2009), ki je ustanovil Comité national du patrimoine (CMP ali Odbor za nacionalno dediščino), odgovoren za nadzor prizadevanj. Rekonstrukcija večjih lesenih palač, kot sta Tranovola in Manampisoa, ni bila predvidena.